# Gato de olho ímpar

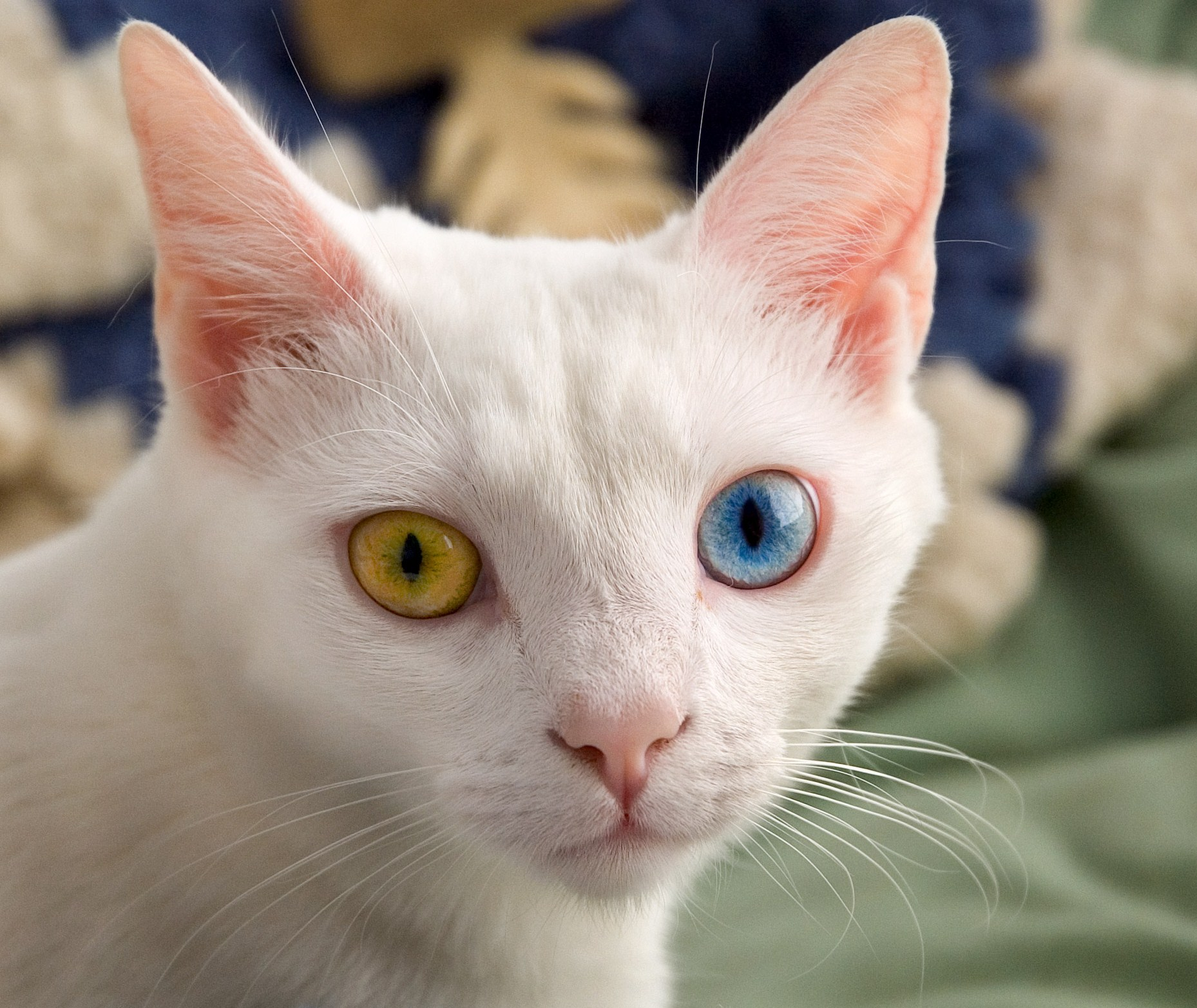
Gato com heterocromia

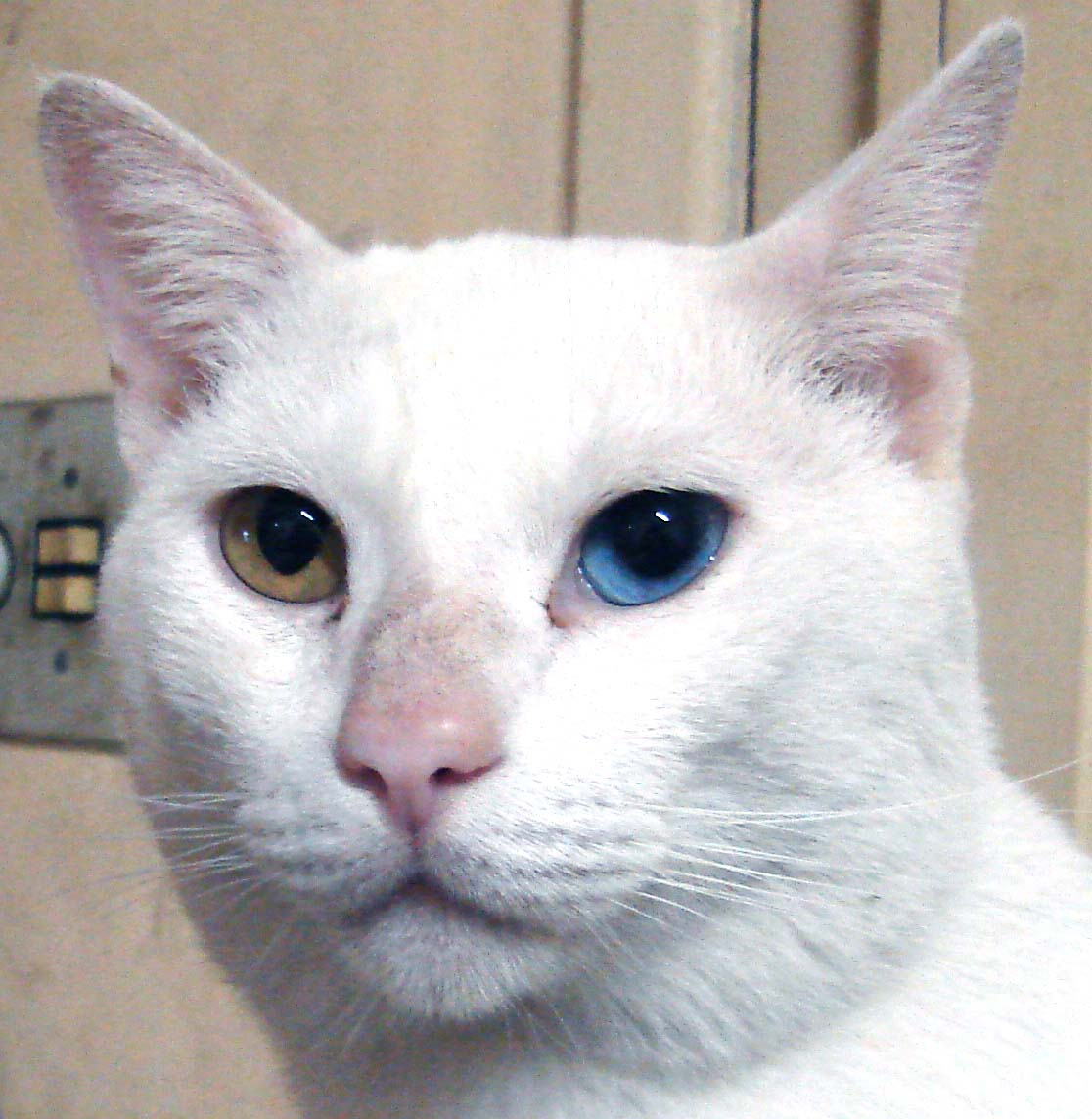
Exemplo de gato de olho ímpar

Gato de olho ímpar (também chamado gato de olhos bicolores) é o nome que se dá a gatos com a anomalia genética da heterocromia.  Geralmente os olhos da espécie variam entre um olho azul e outro amarelo, verde ou laranja. Este fenômeno ocorre comumente em gatos brancos, porém pode-se encontrar raramente em gatos de outras cores. Não é um fenômeno exclusivo dos felinos, pois pode ocorrer também em cachorros e até mesmo em humanos.

## Causa

### Heterocromia Genética
A cor dos olhos ou pêlos nos felinos é gerada por células chamadas melanócitos. Na ausência de tais células, os pêlos são brancos e os olhos azuis. Por essa razão, a maioria dos gatos com heterocromia possuem pelagem branca, pois possuem um gene responsável pela ausência de melanina, herdado geneticamente.
Entretanto, enquanto o gato ainda é filhote, algumas células responsáveis pela melanina podem se desenvolver em seus olhos. Caso isso ocorra apenas em um dos olhos, este adquire uma cor diferente enquanto o outro mantém sua tonalidade azulada.

### Heterocromia Desenvolvida
Esse caso ocorre quando o animal possuía os dois olhos iguais mas devido a agentes externos um dos olhos teve sua coloração alterada. Isso pode ocorrer devidos a ferimentos ou até mesmo tumores na região. 
No caso da heterocromia desenvolvida, não necessariamente o gato terá ausência de melanina nos olhos.

## Heterocromia em Filhotes
Todos os gatos filhotes possuem olhos azuis, pois inicialmente há uma falta de pigmentação. Devido a esse fato, é difícil perceber quando um filhote possui olho ímpar. Em geral, filhotes com heterocromia possuem ambos os olhos azuis porém em tonalidades diferentes. A cor dos olhos do gato muda conforme o crescimento e, apenas após a sexta ou sétima semana que os olhos atingem a sua coloração definitiva.

## Heterocromia é Doença?
A resposta é não. Nos casos genéticos, a heterocromia se manifesta apenas como uma característica do animal, como a cor dos pêlos ou o seu tamanho, não afetando em nada a visão de seus portadores. Porém, gatos com heterocromia genética costumam apresentar mais problemas auditivos ao longo de sua vida, principalmente com o avanço da idade. Isso ocorre porque o gene responsável pela ausência de melanina também costuma afetar a audição desses animais.

## Raças Propensas à Heterocromia
As seguintes raças são mais propensas a possuírem o gene responsável pela ausência de melatonina e, consequentemente, também possuem mais chances de possuírem olhos de cores distintas.
- Angorá;
- Persa;
- Bobtail japonês;
- Van turco;
- Shorthair britânico;
- Birmanês;
- Siamês.